# Saisjön
Saisjön (japanska: 西湖?, Sai-ko, "Västsjön") är en sjö i Fuji goko-området i Japan.

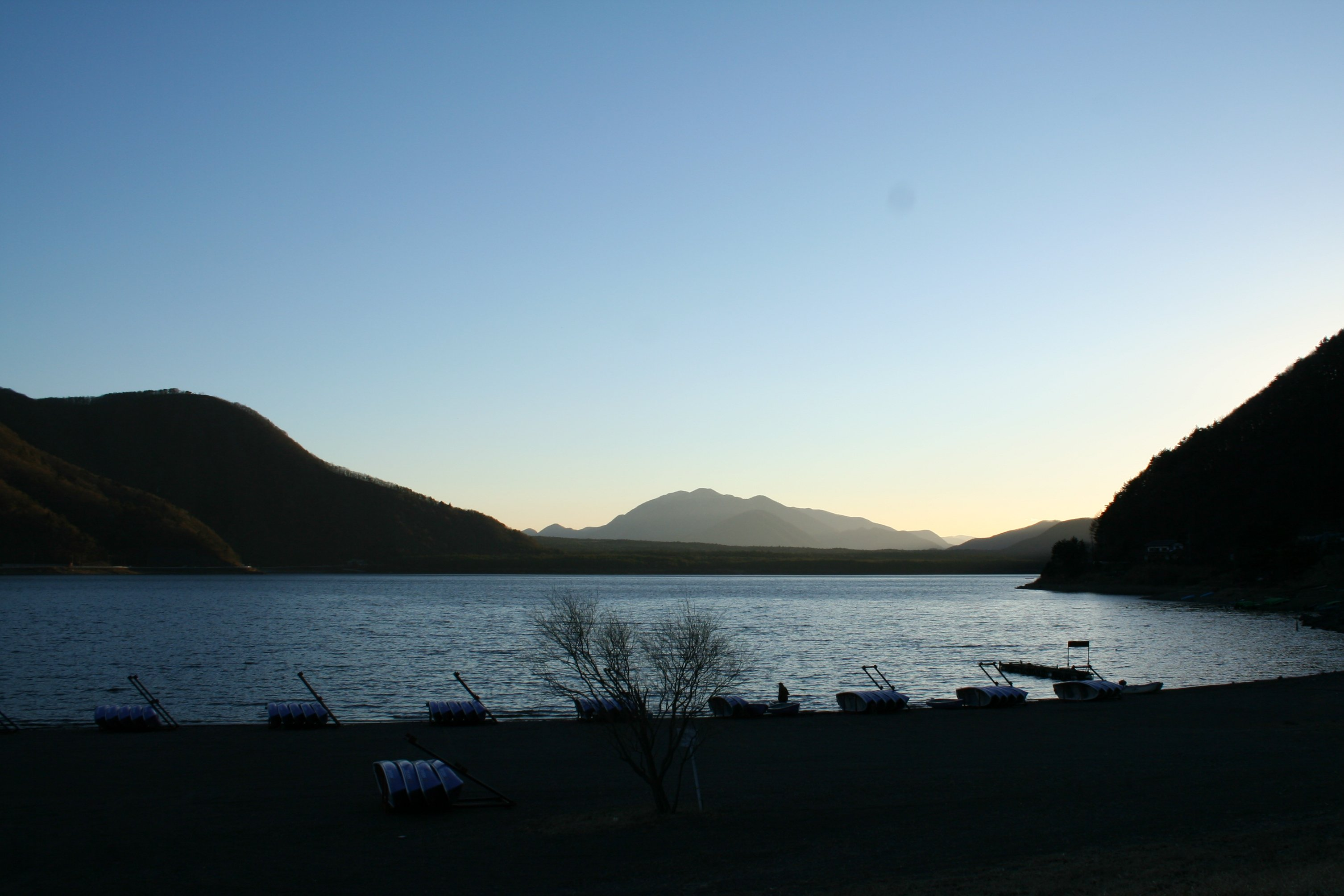
Saisjön

## Geografi
Saisjön ligger i Yamanashi prefektur och utgör en del i en båge av sjöar runt berget Fujis norra del.
Sjön har en yta på cirka 2,10 km², en omkrets på omkring 9,85 kilometer och ett största djup på cirka 71,7 meter. Den ligger på en höjd av cirka 900 meter över havet, och är den minst exploaterade bland Fuji goko-sjöarna

## Historia
Den 1 februari 1936 grundades Fuji-Hakone-Izu National Park där Saisjön och övriga Fuji goko ingår.
Området är ett mycket populärt turistområde och besöks årligen av cirka 9 miljoner människor.